# يوم أراطى
يوم أراطى أحد أيام العرب في الجاهلية، لبني فقيم بن جرير بن دارم من تميم على بني حنيفة من بكر بن وائل وبني جعدة من عامر بن صعصعة.

## المعركة
تقاتلت بنو فقيم مع بنو حنيفة وبنو جعدة في أُرَاطَى فانتصرت بنو فقيم وكثر القتل في بنو حنيفة وجعدة، فقال في ذلك ظالم بن البراء بن قطن بن بكر بن دحداحة بن فقيم بن جرير بن دارم: